# Agia Lavra
Agia Lavra (en griego: Αγία Λαύρα Καλαβρύτων, romanizado: Agía Lávra Kalavrýton, Santa Lawra) es un monasterio ortodoxo situado en Kalávrita, Grecia. Fue construido en 961 en el monte Gelmos, a una altitud de 961 metros. Es uno de los monasterios más antiguos del Peloponeso, así como un símbolo de la independencia griega.

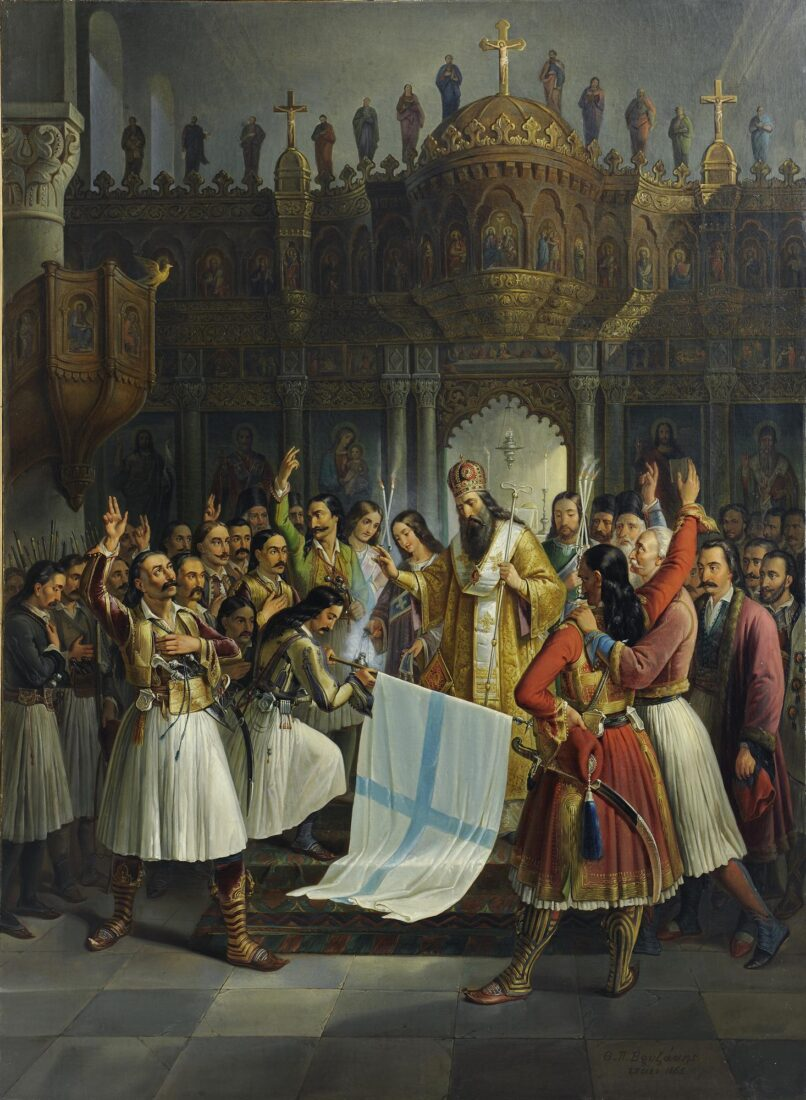
El metropolita Germanos de Patras bendice la bandera de la resistencia griega en el monasterio de Agía Lávra (Theodoros Vryzakis, 1865)

## Historia
Agia Lavra fue construida en 961 en las afueras de la pequeña ciudad de Kalavryta. En 1585, los turcos quemaron por completo el lugar de culto, pero fue reconstruido en 1600. Los frescos del monasterio fueron terminados en 1645 por el pintor de iconos Anthimos. En 1715 Agia Lavra fue incendiada nuevamente y luego reconstruida.
Agía Lávra adquirió fama internacional en relación con la Revolución Griega. Aquí, el 25 de marzo de 1821, los rebeldes griegos proclamaron el lema "¡Libertad o muerte!", que marcó el inicio del levantamiento griego contra la ocupación otomana   y sigue siendo el lema de Grecia en la actualidad. Ese mismo día, Germanos de Patras realizó una doxología y tomó juramento a los combatientes del Peloponeso. Después, bendijo su bandera revolucionaria   y la izó bajo un plátano frente a las puertas del monasterio.
En 1826, Agía Lávra fue incendiada de nuevo por las tropas del general otomano Ibrahim Pachá. Después de que Grecia recuperara su independencia, la reconstrucción del monasterio se completó en 1850.
En el día 14. Diciembre de 1943, el monasterio volvió a ser víctima de las llamas cuando fue ocupado por las tropas de ocupación alemanas de la 117 División. La División Jäger fue quemada en el curso de la masacre de Kalavryta . Después de negociaciones fallidas sobre un intercambio de prisioneros, los partidarios del ELAS ejecutaron alrededor de 80 soldados alemanes. Como resultado, la Wehrmacht destruyó a Kalavryta y le disparó el 13 de abril. diciembre de 1943 por lo menos 674 varones vecinos del lugar entre las edades de 13 y 65 años.

El 14 de diciembre de 1943, el monasterio volvió a ser víctima de las llamas al ser incendiado por las tropas de ocupación alemanas de la 117.ª División Jäger en el transcurso de la masacre de Kalávrita. Los partisanos del ELAS ejecutaron a unos 80 soldados alemanes tras unas infructuosas negociaciones sobre un intercambio de prisioneros. La Wehrmacht destruyó Kalávrita y fusiló al menos a 674 habitantes varones del pueblo de entre 13 y 65 años el 13 de diciembre de 1943.

## En la actualidad
Hoy existe un museo en el recinto del monasterio. Allí se conservan documentos antiguos, libros, iconos y otros objetos. Entre ellos, por ejemplo, tejidos de seda del siglo XVI procedentes de Esmirna y Constantinopla, túnicas de Germanos de Patras y evangelios donados por Catalina II. También hay varias reliquias, como los huesos de Alejo de Edesa, donados a Agia Lavra en 1398 por el gobernante bizantino Manuel II.
En una colina frente al monasterio hay un Monumento a la Independencia a los revolucionarios griegos de 1821.